# Ambala
Ambala (Hindi: अंबाला) ist eine nordindische Stadt (Municipal Corporation) mit ca. 320.000 Einwohnern im Bundesstaat Haryana nahe der Grenze zum Punjab. Sie befindet sich in und ist Verwaltungssitz des Distrikts Ambala.

## Lage und Klima
Die ca. 250 m hoch gelegene Stadt Ambala liegt 40 km südlich von Chandigarh im Nordwesten der fruchtbaren Ganges-Yamuna-Ebene etwa 5 km östlich des Ghaggar River und ca. 200 km (Fahrtstrecke) nördlich der Bundeshauptstadt Neu-Delhi an der Grand Trunk Road (NH-44). Das Klima ist warm und für indische Verhältnisse regenreich (ca. 920 mm/Jahr), wobei der überwiegende Teil der Niederschläge während der sommerlichen Monsunzeit fällt.
Ambala und die benachbarte Garnisonsstadt Ambala Cantonment bilden Zwillingsstädte. Die beiden ehemaligen Municipal Councils Ambala (City) und Ambala Sadar wurden als Zonen zur neu gegründeten Municipal Corporation Ambala zusammengefasst. In der Stadt befinden sich mehrere Colleges der Kurukshetra University.

## Bevölkerung
Ca. 82 % der Einwohner sind Hindus, ca. 1,5 % sind Muslime und ca. 14,5 % sind Sikhs; der Rest entfällt auf Jains, Christen, Buddhisten etc. Der weibliche Bevölkerungsanteil ist ca. 10 % kleiner als der männliche.

## Geschichte
Ambala soll im 14. Jahrhundert durch einen Amba-Rajputen gegründet worden sein. Später stand die Stadt unter der Herrschaft der muslimischen Dynastien von Ghazni und Ghor. Unter Großmogul Akbar wurde sie mit der Provinz Sirhind vereint. Als 1809 die Cis-Satladsch-Staaten (englisch Cis-Sutley States) im Pandschab britisch wurden, regierte Daja Kaur, die Witwe des Sikh-Herrschers Gurbachsch Singh; bei ihrem Tod (1823) fiel Ambala an die Briten. Diese gründeten 1843 nahe Ambala das 70 km2 große Cantonment mit einem weitläufigen Wohn- und Verwaltungsviertel.

## Wirtschaft
Größter Arbeitgeber ist der Hersteller optischer Instrumente, N. K. Jain Instruments Pvt. Ltd., der nationaler Marktführer für Mikroskope ist. Ambala ist auch ein bedeutendes Handelszentrum für Getreide, Baumwolle und Zucker. In der Umgegend befindet sich ein Bewässerungsfeldbaugebiet mit Anbau von Weizen, Kichererbsen, Baumwolle, Mais, Raps, Zuckerrohr und Mangos. Ferner gibt es Textilindustrie mit Woll- und Baumwollverarbeitung, Getreidemühlen, Metall- und Kunststoffindustrie.
In Ambala Cantonment befinden sich große Stützpunkte der indischen Armee und Luftstreitkräfte.

## Sehenswürdigkeiten
Ambala verfügt weder über historische noch über sonstige bedeutende Sehenswürdigkeiten. Von Interesse ist lediglich das örtliche Kos-Minar an der Grand Trunk Road.

## Sonstiges
Am 1. Januar 1958 ereignete sich etwa 10 km außerhalb von Ambala ein schwerer Eisenbahnunfall im Bahnhof Mohri: Auf einen dort haltenden Schnellzug von Delhi nach Pathankot fuhr ein Personenzug von Ambala nach Delhi auf. Dabei starben 32 Menschen und 85 wurden verletzt.

## Persönlichkeiten
- Vera Collum (1883–1957), britische Journalistin, Suffragette, Anthropologin, Radiologin und Autorin
- Harold Walden (1887–1955), englischer Amateurfußballspieler
- Myrtle Maclagan (1911–1993), englische Cricketspielerin
- Kim Philby (1912–1988), britischer Doppelagent
- Om Puri (1950–2017), Filmschauspieler
- Urvashi Butalia (* 1952), Historikerin, Autorin, Verlegerin und Feministin
- Sushma Swaraj (1952–2019), Politikerin (BJP)
- Parineeti Chopra (* 1988), Schauspielerin
- Pragya Nagra (* 1998), Schauspielerin und Model
- Sarabjot Singh (* 2001), Sportschütze